# Андалузит
Андалузит је алиминијум незосиликатни минерал са хемијском формулом .